# 三井蘆別鐵道
三井芦别铁道是日本北海道芦别市的铁路業者，经营连接芦别站和賴城站（玉川停留場）的三井芦别铁道线。

## 路线数据
- 路线距离（公里）：芦别-赖城（玉川）9.9公里[1]
- 轨距：1,067mm
- 车站数量：12个（含起点站、终点站）
- 双轨区段：无（全部为单轨）
- 电气化区段：无（全线非电气化）
- 阻断方式：路牌閉塞
- 可交會車站：4站（三井芦别站、中之丘站、绿泉站、賴城站）

## 運行形式
私营铁路时代，由泷川機關區的蒸汽机车牵引运煤列车和附帶（便乘）的客車。成为地方鐵路後主要行駛客貨混合列车，後來引入柴油客车，在營業高峰期车上有女性列车员，且每天開行超过 20 個往返。到營業末期時，一天僅行駛有数個往復的货运列车。

## 历史
三井矿业芦别專用鐵道（芦别～西芦别、后来的三井芦别）于1940年12月通車，之后延長，並於1949年1月將芦别～賴城区间改組為地方鐵道三井鉱山株式会社芦別鉄道。
専用铁路时期，使用泷川機關區的机车牽引列車運輸煤炭，但轉型為地方鐵道後，增備了机车。 1958年1月引入三輛柴油客車以实现客运现代化。 1960年10月，随着煤矿整頓經營，铁道部门分离成立三井芦别铁道株式会社。 1964年11月，为了提高货运能力，引进了与国铁DD13型的同型柴油机车。客運方面，由於煤礦經營的診斷以及沿線人口減少，加上平行公共汽車路網擴張，于1972年5月底停止客運服務。隨著三井芦别煤矿的經營變遷，剩下的煤炭运输于1989年（平成1年）3月停止，煤矿本身于1992年（平成4年）9月关闭。
- 1940年11月25日（昭和15年）：三井礦山專用鐵道下蘆別（現在的蘆別） 至 西蘆別（後來的三井蘆別） 間 4.1 公里路線通車。西蘆別站開業。
- 1942年（昭和17年）5月5日：开始客运服务；芦别站开业。
- 1945年12月15日：三井礦山專用鐵道西芦别至赖城区间5.0公里通車，[1]绿泉站、賴城站开业。
- 1946年（昭和21年）9月27日：社蘆別站廢止。
- 1949年（昭和24年）
  - 1月20日：三井礦山蘆別鐵道改組為地方鐵道公司「三井礦山蘆別鐵道」。 [1]下蘆別站更名為蘆別站，西蘆別站更名為三井蘆別站。
  - 9月15日：中之丘站开业。
- 1958年（昭和33年）
  - 一月：引進3輛柴油客車，開始客運貨運列車分離服務。
  - 1月20日: 高校通停留場、山之手町停留場、入山停留場、幸町停留場、西町公寓前停留場、蘆之湯前停留場開業。
- 1959年（昭和34年）：賴城站內的玉川停留場開業（兩者間距0.8公里）。
- 1960年10月1日：三井礦山蘆別鐵道轉讓給三井蘆別鐵道。
- 1964年11月：引進50噸柴油機車。
- 1972年6月1日：客运服务停止[1] 。報廢所有的柴油客車。 [1]各停留場實質上停止使用。
- 1989年3月26日：蘆別至賴城（玉川） 間的地方鐵道事業廢止（廢線） [1] 。所有車站及停留場廢止。

## 车站列表
芦别站 - 高校通停留場 - 山之手町停留場 - 三井蘆別站 - 入山停留場 - 中之丘站 - 幸町停留場 - 綠泉站 - 西町公寓前停留場 - 蘆之湯前停留場 - 賴城站 - 玉川停留場

## 连接路线
- 芦别站：根室本线

## 保存的车辆和设施
在入山站與中之丘站舊址之間的炭山川橋梁上，展示著柴油機車 DD501 和運煤貨車 SeKi 3000。這些車輛過去會定期重新上漆，冬季時則從鐵橋移動到地面路段保管。然而，截至2019年，已不再進行這些維護工作，車輛也出現劣化。若要前往參觀，可以從芦别站搭乘空知交通巴士賴城線（北海道中央巴士蘆別營業所廢止後的替代路線），在「西蘆6丁目」站下車後步行約5分鐘即可抵達。
炭山川桥梁于2009年1月22日被指定为国家登錄有形文化财。
1. 1 2 3 4 5 6  鉄道ファン (交友社). 1995-08, 35 (8): 66. 缺少或|title=为空 (帮助)